# Deserdação
Deserdação é a exclusão ou a privação que uma certa pessoa pode sofrer de uma herança ou sucessão, que anteriormente lhe era devida. É uma palavra sinônima de "exerdação" .

## No Brasil
A deserdação pode ocorrer tanto para os ascendentes como para os descendentes.  O caso mais comum é a deserdação dos descendentes.  No direito brasileiro, esse assunto é regulado principalmente pelo Código Civil (2002).  Neste código há dois artigos  que descrevem as principais causas para a deserdação: os artigos 1814 e o 1962.  O artigo 1814 descreve como excluídos de sucessão os herdeiro ou legatários  1)que houverem sido autores, co-autores ou participes de homicídio doloso (onde há a intenção de matar), ou tentativa deste, contra a pessoa de cuja sucessão se tratar, seu cônjuge, companheiro, ascendente ou descendente; 2) que houverem acusado caluniosamente em juízo o autor da herança ou incorrerem em crime contra a sua honra, ou de seu cônjuge ou companheiro e, 3) que, por violência ou meios fraudulentos, inibirem ou obstarem (colocarem obstáculo) o autor da herança de dispor livremente de seus bens por ato de última vontade.  O artigo 1962 autoriza a deserdação dos descendentes por seus ascendentes, além das causas descritas anteriormente, quando ocorrer: a) ofensa física; b) injúria grave; c)relações ilícitas com a madrasta ou com o padrasto, e, d) se o descendente desamparar o seu ascendente em alienação mental ou em enfermidade grave.
1. ↑  Dicionário Escolar da Língua Portuguesa Org por Francisco da Silveira Bueno